# Depósito compulsório
O depósito compulsório é uma das formas de atuação de um Banco Central para garantir o poder de compra da moeda, e, em menor escala, para execução da política monetária. O depósito compulsório é geralmente feito através de determinação legal, obrigando os bancos comerciais e outras instituições financeiras a depositarem, junto ao Banco Central, parte de suas captações em depósitos à vista ou outros títulos contábeis.

## Multiplicação da Moeda
O principal objetivo do depósito compulsório é evitar a multiplicação descontrolada da moeda escritural.O Depósito Compulsório é a reserva obrigatória recolhida dos depósitos bancários, conforme percentual fixado pelo Banco Central do Brasil (BCB), com a finalidade de restringir ou de alimentar o processo de expansão dos meios de pagamento. (Programa de Educação Financeira do Banco Central do Brasil, no passado, depósito compulsório foi considerado como instrumento de política monetária, mas paulatinamente passou a ser visto como instrumento de preservação da estabilidade financeira).
Quando uma pessoa deposita certa quantia de dinheiro num banco comercial, esta quantia fica disponível para que o banco a empreste a outro cliente. Este cliente, por sua vez, não gasta imediatamente todo o dinheiro tomado como empréstimo, mas deposita o valor tomado em um segundo banco. Neste ponto temos uma multiplicação da moeda, já que o primeiro depositante tem a totalidade de seu dinheiro disponível em moeda escritural (pode emitir um cheque nesse valor, ou fazer compras com cartão de débito, por exemplo) e o segundo depositante também tem a mesma quantidade disponível. Entretanto, a quantidade de moeda "real" é apenas a quantidade que foi depositada pelo primeiro depositante.
Num exemplo mais concreto: Digamos que A tenha 100 dinheiros e isso seja toda a nossa economia num país imaginário P. Quando A deposita esses 100 dinheiros no banco X, os 100 dinheiros em papel moeda se transformam em 100 dinheiros em moeda escritural, que A pode gastar emitindo cheques ou usando seu cartão eletrônico.
Temos então que outra pessoa, digamos B, precisa de 100 dinheiros. Ela se dirige ao banco X e toma um empréstimo de 100 dinheiros. O banco X entrega então a B os 100 dinheiros em papel moeda que A lhe havia entregue como depósito, sem com isso diminuir o valor em moeda escritural que A tinha em sua conta. Assim temos na economia do país P um total de 200 dinheiros, mas apenas 100 desses em papel moeda. A moeda está se multiplicando a cada depósito.
Se B também deposita seus 100 dinheiros num banco Y, e C toma um empréstimo junto ao banco Y de 100 dinheiros, temos mais uma multiplicação da moeda. Essa multiplicação não tem limites, já que os bancos podem emprestar todo o dinheiro depositado neles.
Essa situação é insustentável, se a oferta de moeda se torna maior que o que a economia é capaz de produzir, a inflação toma conta para reajustar o valor da moeda até o nível de preços. Mas se a moeda é infinita, então a inflação também será.[carece de fontes?]

## Controle da Multiplicação da Moeda
Suponhamos que para cada depósito feito por uma pessoa num banco, este banco deva reservar 50% do dinheiro, e só possa emprestar os outros 50%. Nesse caso, B só pode tomar 50 dinheiros de empréstimo, e C só pode tomar 25 dinheiros, e assim sucessivamente, até que o valor que poderá ser emprestado é menor que 1 dinheiro, e assim não pode mais ser depositado ou emprestado. Nesse caso, a multiplicação da moeda não é infinita e pode ser controlada através da variação desta porcentagem.
Essa "reserva" de dinheiro é o depósito compulsório. A maioria dos Bancos Centrais obriga a cada banco que uma parcela do dinheiro que eles captam em depósitos seja depositado junto ao Banco Central. Esta parcela é usada para que o Banco Central tenha um controle da quantidade de moeda que existe na economia do país, seja na forma de papel moeda, seja na forma de moeda escritural, e assim poder controlar o poder de compra e a liquidez da moeda.

## Depósito Compulsório no Brasil
Atualmente no Brasil os valores dos depósitos compulsórios são os seguintes para cada tipo de depósito:
| Tipo                  | Alíquotas                                                                       | Dedução                             | Forma de cumprimento                                                        |
| --------------------- | ------------------------------------------------------------------------------- | ----------------------------------- | --------------------------------------------------------------------------- |
| Recursos a vista      | 21% da média diária dos saldos                                                  | R$ 44 milhões das médias dos saldos | Espécie, não remunerado                                                     |
| Recursos a prazo      | 17% da média diária dos saldos                                                  | R$ 30 milhões da média dos saldos   | Espécie, remunerado pela Taxa Selic. CIRCULAR BC 3485(24/02/2010)           |
| Depósitos de Poupança | 20% da média diária dos saldos na modalidade rural e 20% nas demais modalidades | --                                  | Espécie, remunerado pela mesma taxa paga pelas instituições aos poupadores. |

Além desses valores, em março de 2013 (CIRCULAR 3655) o Banco Central do Brasil determinou o cumprimento de um depósito adicional, a ser remunerado com base na taxa SELIC, de 11% para depósitos a prazo e 10% para depósitos de poupança.

## Depósito Compulsório nos EUA
Nos EUA, por lei, o depósito compulsório deve ser entre 7% e 22% ficando, na prática, por volta de 10%.

## Depósito Compulsório na Austrália
A Austrália é um dos poucos países onde o mercado bancário é totalmente desregulamentado, não havendo requerimento legal para a quantidade de moeda a ser guardada no Banco Central Australiano (RBA). Na prática, os bancos guardam cerca de 10% dos depósitos a vista como reserva. É importante salientar que o mercado financeiro australiano é dominado por quatro bancos (ANZ, NBA, Commonwealth e Westpac) que possuem um "acordo de cavalheiros" onde eles se supervisionam e caso qualquer um apresente problemas financeiros, os outros três vão ao seu resgate.